# Riu Avia
L'Avia és un riu del sud-oest de Galícia, afluent del Miño per la dreta.
Neix a la serra d'O Suído a 880 metres d'altitud, al lloc de Fonte Avia, que pertany a la parròquia de Nieva, al municipi d'Avión (Ourense).
Continua en direcció sud-oest a nord-est fins a arribar al pantà d'Albarellos, de 90,73 hm³ de capacitat, situat entre els municipis de Leiro, Boborás i Avión. Després de l'embassament continua fins a Boborás i gira cap al sud-est, des de Leiro fins a Ribadavia, lloc on desemboca al Miño després de recórrer 36,7 km.